# Crișan (gmina)
Crișan – gmina w Rumunii, w okręgu Tulcza. Obejmuje miejscowości Caraorman, Crișan i Mila 23. W 2011 roku liczyła 1228 mieszkańców. 